# 仙台市交通局モハ1形電車
モハ1形（モハ1がた）は、かつて仙台市（仙台市電気部電車課、現：仙台市交通局）が運営していた路面電車・仙台市電用の電車。仙台市電開通時に導入された車両である。

## 概要・運用
仙台市電は、かつて宮城県仙台市に存在した公営の路面電車である。仙台市電気部電車課によって1926年11月25日から営業運転を開始したが、その際に導入された最初の車両がモハ1形だった。木製車体を有する2軸車で屋根は2重屋根構造になっており、車内の座席配置は全席ロングシートであった。
製造は3次に渡って行われ、1926年の開業時に10両（1 - 10）が導入された後、翌1927年に13両（11 - 23）、1928年に7両（24 - 30）が増備され、同年の延伸に備えた。これらの車両は全て川崎造船所で製造されたが、以下のように細部が異なっていた。車両の製造価格は当時の金額で9,450円だった。
| 車両番号 | 製造年 | 側窓の曲線(R) | 側窓の形状                  |
| -------- | ------ | ------------- | --------------------------- |
| 1-10     | 1926   | 有            | 二段式 (上段固定、下段降下) |
| 11-23    | 1927   | 無            | 二段式 (上段固定、下段降下) |
| 24-30    | 1928   | 無            | 一段降下式                  |

以降は仙台市電の主力車両として各系統で使用され、第二次世界大戦終戦直後は資材不足から窓ガラスの代わりにベニヤ板を張った車両も存在した。だが、1948年に初のボギー車となるモハ80形（→モハ100形）が導入されて以降は置き換えが検討されるようになり、1955年には24 - 30のうち4両の車体を用いた2車体連接車のモハ300形の製造も実施された。製造当初の集電装置はポールだったが、後にビューゲルへの換装が行われた。
以降も残存車両のほとんどが仙台市電で使用されていたが、1964年6月に1両（16）が貸切バスと衝突事故を起こし、死傷者が出る事態となった。その結果木製車体の危険性が指摘された事でモハ1形は各都市から譲渡されたボギー車へ置き換えられる形で急速に廃車が進み、1965年までに形式消滅した。

## 保存
廃車されたモハ1形のうち、1926年に製造されたトップナンバーの1は1969年に大町西公園に保存されたが、屋根の無い屋外に置かれていた事もあり荒廃が進んでいた。そんな中、利用客の減少や赤字の増加が要因となり1975年に仙台市は路面電車全廃を決定した一方、残存する一部車両については記念車両として廃止後も保存する事とした。その中に含まれた1は同年12月に仙台市電長町車庫に引き上げられ、当時定年退職していた元市電職員も加わる形で開業当時の姿への動態復元工事が実施された。そして、廃止前日の1976年3月30日にボギー車（108）に牽引されて長町車庫へ移動し、最終日の3月31日には自力走行が行われた。
その後は長町車庫跡で他の保存車両と共に保管された後、1991年以降は同年4月25日に開館した仙台市電保存館で静態保存されている。